# The Holy Mountain
The Holy Mountain és una pel·lícula surrealista mexicana dirigida per Alejandro Jodorowsky, estrenada l'any 1973.
Es tracta del tercer llargmetratge del director, qui, a més, va protagonitzar la pel·lícula i es va encarregar de l'escenografia i el disseny de vestuari, entre d'altres tasques, com ara, el guió, coproducció, coedició, etc. La pel·lícula va ser produïda pel gerent d'els Beatles, Allen Klein, d'ABKCO Music and Records —després que Jodorowsky es convertís en un fenomen underground amb El Topo— i finançada per John Lennon i George Harrison. Es va exhibir en diversos festivals internacionals de cinema el 1973, incloent Cannes, i projeccions limitades a Nova York i San Francisco.

## Trama
Un home, més tard identificat com el lladre, que representa la carta del tarot El Boig, es troba al desert amb tot de mosques que li cobreixen la cara. Es fa amic d'un nan sense mans i peus que representa el Cinc d'Espases. La parella viatja a la ciutat i allà guanyen diners entretenint els turistes. Com que el lladre s’assembla a Jesucrist en aparença, una monja i tres guerrers, fan escultures de cera del seu cos i venen crucifixos amb la seva imatge. Després d'una disputa amb un sacerdot, el lladre es menja la cara de la seva estàtua de cera i l'envia al cel amb un globus, menjant-se simbòlicament el cos de Crist i oferint-se ell mateix al Cel. Poc després, veu una multitud reunida al voltant d'una torre alta, on s’ha enviat un gran ganxo amb una bossa d'or a canvi de menjar.
El lladre, que vol trobar la font de l'or, puja a la torre. Allà troba a l'alquimista i la seva silenciosa ajudant femenina. Després d'un enfrontament amb l'alquimista, el lladre defeca en un contenidor. Els excrements són transformats en or per l'alquimista, que proclama: «Sou excrements. Podeu canviar-vos en or!» El lladre accepta l'or, però trenca un mirall amb l'or quan se li mostra el seu reflex. L'alquimista, aleshores, agafa el lladre com a aprenent.
El lladre és presentat a set persones que l'acompanyaran en el seu viatge. Cadascun és la personificació d'un dels planetes, en particular les característiques negatives associades al planeta respectiu. Aquestes persones són: un fabricant de cosmètics que representa Venus, un fabricant d'armes que representa Mart, un milionari comerciant d'art que representa Júpiter, un fabricant de joguines de guerra que representa Saturn, un assessor financer polític que representa Urà, un cap de policia que representa Neptú i un arquitecte que representa Plutó.
L'alquimista ordena als set personatges que cremin els seus diners i també les imatges de cera. Juntament amb l'alquimista, el lladre i l'assistent de l'alquimista, formen un grup de deu persones.
Els personatges són dirigits per l'alquimista a través de diversos rituals de transformació. Els deu viatgen en vaixell a l'Illa del Lotus per obtenir el secret de la immortalitat de mans de nou mestres immortals que viuen en una muntanya sagrada. Un cop a l'illa de Lotus, són desviats pel Pantheon Bar, una festa al cementiri on la gent ha abandonat la seva recerca de la muntanya sagrada i, en canvi, es dedica a les drogues, la poesia o actes de destresa física. Deixant enrere la festa, ascendeixen la muntanya. Cada un té una visió simbòlica personal que representa les seves pitjors pors i obsessions.
A prop del cim, el lladre és enviat de tornada al seu poble junt amb una jove prostituta i un simi que l'han seguit des de la ciutat fins a la muntanya. La resta s'enfronta als immortals encaputxats, que es demostra que són, en realitat, maniquins sense rostre. L'alquimista després trenca la quarta paret amb la comanda «Zoom cap enrere, càmera!» i revela l'aparell de la pel·lícula (càmeres, micròfons, llums i equip) just fora de l'enquadrament. Instrueix a tots, inclòs el públic de la pel·lícula, a abandonar la muntanya sagrada: «Adéu muntanya sagrada, la vida real ens espera».

## Producció
La pel·lícula està basada en l'Ascens a la Muntanya Carmel de Joan de la Creu i la Mount Analogue de René Daumal, qui va ser alumne de George Gurdjieff. En aquesta pel·lícula, gran part de la història visualment psicodèlica de Jodorowsky segueix l'impuls metafísic de Mount Analogue. Això es revela en esdeveniments com l'ascens a l'alquimista, la reunió d'individus amb habilitats específiques, el descobriment de la muntanya que uneix Cel i Terra i desafiaments simbòlics al llarg de l'ascens a la muntanya. Daumal va morir abans d'acabar la seva novel·la al·legòrica, i el final improvisat de Jodorowsky proporciona una forma de completar el treball, tant simbòlicament com d'altres maneres.
Abans que comencés la filmació, Jodorowsky i la seva dona van passar una setmana sense dormir sota la direcció d'un mestre Zen japonès. Els membres centrals de l'elenc van passar tres mesos realitzant diversos exercicis espirituals guiats per Oscar Ichazo de l'Institut Arica. L'entrenament d'Arica presenta exercicis de zen, sufi i ioga juntament amb conceptes eclèctics extrets de la Cabalá, el Yijin i els ensenyaments de George Gurdjieff. Després de la capacitació, el grup va viure durant un mes en comunitat a la casa de Jodorowsky abans de la producció. A partir d'aleshores, a principis de 1972, va començar la filmació. La pel·lícula es va rodar seqüencialment, íntegrament a Mèxic, amb un pressupost de 750,000 dolars. Jodorowsky també va rebre instruccions d'Ichazo que prengués LSD per tal de realitzar una exploració espiritual i va administrar fongs de psilocibina als actors durant el rodatge de l'escena de la mort i el renaixement.

## Repartiment
- Alejandro Jodorowsky com l'Alquimista
- Horacio Salinas com El lladre
- Ramona Saunders com a la Dona escriptora
- Juan Ferrara com a Fon
- Adriana Page com Isla
- Burt Kleiner com Klen
- Valerie Jodorowsky com a Sel
- Nicky Nichols com a Berg
- Richard Rutowsky com a Axon
- Luis Lomelí com a Lut
- Ana de Sade com la Prostituta
- David Silva com a pare de Fon
- Basilio González com a l'Home paralitzat
- Lupita Peruyero com a dona de Berg
- Héctor Ortega com a Mestre de la droga
- Connie de la Mora com a Dona calba
- Leticia Robles com a Dona calba
- Blanca Sánchez com a Dona amb mirall

## Alliberament
La pel·lícula es va completar just a temps per al Festival de Cannes de 1973, on era molt esperada. Jodorowsky va editar vint minuts de diàleg de la pel·lícula, amb la intenció d'eliminar el màxim diàleg possible. La pel·lícula es va estrenar al Waverly Theatre, una sala de cinema d'art a la ciutat de Nova York el 29 de novembre de 1973, on s'havia restringit la difusió a mitjanit els divendres i dissabtes durant setze mesos. També es va projectar el 30 de març de 1974 a Filmex, un festival anual de cinema de Los Angeles celebrat als anys setanta i principis dels vuitanta. L'estrena de The Holy Mountain va ser descrit com l'estrena nord-americana. En alguns llocs es va projectar com a sessió doble junt amb El Topo, una altra pel·lícula de Jodorowsky. Finalment, The Holy Mountain es va convertir en una pel·lícula de culte amb una notable influència en la cultura popular.
El 2010, l'Alamo Drafthouse Cinema va realitzar una projecció de The Holy Mountain com a part de l'esdeveniment High for the Holidays. Per commemorar aquest esdeveniment, l'artista alemany Florian Bertmer va dissenyar un pòster de pel·lícula d'edició limitada.

## Mitjans de reproducció
La pel·lícula no es va distribuir àmpliament fins a més de 30 anys després de la seva estrena original, quan es va projectar una còpia restaurada a Cannes el 23 de maig de 2006. La pel·lícula va realitzar una gira per Estats Units, projectant-se jumt amb El Topo. Després va ser distribuïda en format DVD l'1 de maig de 2007 i en Blu-ray el 26 d'abril de 2011.

## Recepció
A l'agregador de revisions Rotten Tomatoes, The Holy Mountain té una qualificació d'aprovació del 82%, basada en 22 comentaris i una qualificació mitjana de 7,02/10. El seu consens diu: «Un regal visual ric en simbolisme, The Holy Mountain afegeix un altre capítol desafiant idiosincràtic a la filmografia completament única de Jodorowsky».